# Serenata (Weinberg)
Serenata per a orquestra (en rus Серенада), op. 47 núm. 4, fou composta per Mieczysław Weinberg el 1952 i estrenada el 7 de novembre d'aquell any per l'Orquestra Simfònica de l'Estat de l'URSS dirigida per Guennadi Rojdéstvenski. Dedicada a Aleksandr Gauk, que va gravar una versió abreujada amb l'Orquestra de la Ràdio estatal el 1956. Té una durada de 18 minuts.

## Origen i context
Forma part juntament amb la Suite per a orquestra, escrita dos anys abans, d'un exemple de música exigent però agradable, amb un ambient lleuger i juganer, i que podria haver-se vist obligat a compondre donada la prohibició de 1948 de la seva música més seriosa per part de les autoritats soviètiques.

## Anàlisi musical
L'Allegretto líric estableix un to bucòlic dels violins que toquen una melodia que es perfila amb fluïdesa. Segueix un tema secundari més efusiu i amb un color folklòric, entonat pels instruments de vent de fusta, i després les cordes i els metalls en un ritme contrapuntístic. Es van repetint de forma variada fins que la melodia inicial es retroba al final i es converteix en una coda diàfana per als clarinets.
L'Allegro molto comença amb un sonor ressò de trompa que segueix amb un primer tema modelat per les cordes, que tot seguit és tocat per al metall i la percussió que adquireix una atmosfera de carnaval. La secció central es torna a introduir amb la trompa, que presenta una idea principal que després és adoptada per la fusta. Els dos temes principals tornen a aparèixer, conduint a una coda enèrgica protagonitzada una altra vegada per la trompa.
L'Adagio té una introducció delicadament tendra del clarinet, La secció central s'obre amb la trompa, que presenta una idea principal que després és desenvolupada per la secció de fusta. Els dos temes principals es reprenen, culminant en una coda enèrgica liderada pel corn anglès i la corda. Tots dos temes se suavitzen abans d'arribar al final.
L'últim moviment, Allegro giocoso, comença amb un tema angoixant interpretat per la flauta, seguit per un contrast energètic a càrrec de les cordes i la percussió. La trompeta anuncia un galop acolorit per sons de bateria que recorden tant a Xostakóvitx com a Kabalevski. L'energia descarada del moviment augmenta i torna a aparèixer la versió original com a transició cap a una coda en la qual es fusionen els diversos motius en un final triomfal i excitant.

## Moviments
- I. Allegretto
- II. Allegro molto
- III. Adagio
- IV. Allegro giocoso